# Hansjulius Schepers
Hansjulius Schepers  (* 20. Februar 1909 in Blexen als Johannes Julius Otto Ernst Schepers; † 1991) war ein deutscher Ökonom, NS-Raumplaner in Berlin und Krakau sowie ein Vertreter deutscher Geopolitik. Schepers war als Leiter des Hauptamts für Raumordnung (HARO) in Krakau mit der Planung verbrecherischer Bevölkerungsverschiebungen innerhalb des Generalgouvernements unmittelbar befasst.

## Ausbildung
Nach dem Abitur in Stuttgart-Cannstatt studierte Schepers ab 1928 zunächst in Göttingen Rechtswissenschaften, direkt daran anschließend Rechts- und Staatswissenschaften in München. 1931 schloss er das Studium als Diplom-Volkswirt ab und wurde dabei im Nebenfach Wirtschaftsgeographie geprüft. Nach der Diplomprüfung nahm er ein weiteres Studium auf und befasste sich nach eigenen Angaben mit Geographie, Geopolitik, Meteorologie, Statistik und Geschichte. Schepers promovierte mit einer Studie über Japans Seefischerei am 21. Dezember 1932 in München (siehe Angaben zum Studium im angehängten Lebenslauf). Schepers dankte in dieser Studie dem Geopolitiker Karl Haushofer. Mit dem Antritt der Nationalsozialisten trat Schepers in die NSDAP und die SS ein. Von 1933 bis 1935 war Schepers wissenschaftlicher Assistent am Seminar für Völkerrecht der Georg-August-Universität Göttingen. 1934 hielt sich Schepers auf Einladung des Japanisch-Deutschen Kulturinstituts in Tokio auf.

## Mitarbeit an der Reichsstelle für Raumordnung (Berlin)
Aus Japan zurückgekehrt, ging Schepers zur im Sommer 1935 gegründeten Reichsstelle für Raumordnung (RfR, Leitung: Reichsminister Hanns Kerrl) und leitete dort (ab 1938 in der Position eines Oberregierungsrats) das Referat II „Wehrangelegenheiten“ innerhalb der Verwaltungsabteilung der RfR unter der Leitung von Ernst Jarmer. Trotz seiner nun bestehenden Verbindung zur neuen NS-Raumordnung/Raumforschung behielt Schepers die Nähe zur Geopolitik bei und publizierte mehrfach in der Zeitschrift für Geopolitik. Schepers zählte damit zu jenen Akteuren, die teils über Jahrzehnte sowohl eine Beziehung zur Raumforschung/Raumplanung als auch zur deutschen Geopolitik entwickelten: Karl Heinz Pfeffer, Kurt Brüning, Kurt Vowinckel, Hermann Lautensach, Ewald Liedecke, Elisabeth Pfeil u. a.
Schepers war Mitarbeiter am 11. Jahrgang der Zeitschrift Osteuropa (1935, Heft Nr. 2).
Hansjulius Schepers war maßgeblich an der „Raumordnung“ im „Generalgouvernement“ beteiligt:

## Schepers’ Raumordnungstätigkeiten im Generalgouvernement und in Ostgalizien
Gemeinsam mit Heinrich Siemer (Leiter des Referats VI der Verwaltungsabteilung der RfR, Angelegenheiten des Arbeitseinsatzes und der Bevölkerungsverteilung) war Schepers im Oktober 1939 von der RfR nach Krakau abgeordnet worden. Zunächst fungierte Schepers nach Michael G. Esch „gleichzeitig als Chef der Abteilung Raumordnung und als Vertreter der Reichsstelle für Raumordnung.“:96 In Krakau führte Schepers später dann das sogenannte „Hauptamt für Raumordnung“ (HARO), das dem Generalgouverneur Hans Frank direkt unterstellt war.:86f.
Schepers unterbreitete dem Generalgouverneur verschiedene Raumordnungsvorschläge. Das System der zentralen Orte des Geographen Walter Christaller wurde dabei vereinfacht genutzt. Das Christallersche System wurde – nicht zuletzt von Schepers – als Herrschaftsprinzip adaptiert. Schepers nahm im Januar 1940 auch an Treffen mit der Wehrmacht (OKH) teil, die eigene Planungen vorantrieb.  Das „Hauptamt für Raumordnung“ war ursprünglich aus dem „Amt für Raumordnung“ der Frank-Administration hervorgegangen. In einem Erlass vom 22. Juni 1942 hatte es Hans Frank zum „Hauptamt für Raumordnung“ erhoben, das nun drei Abteilungen umfasste (Allgemeine Angelegenheiten, Landesplanung, Städtebauliche Vorplanung).:94f.:89
Doch Schepers’ Beteiligung an Bevölkerungsverschiebungen (die Massenmord einkalkulierten) begann quasi mit seinem Wechsel von Berlin nach Krakau. In seiner Funktion als Präsident des Amtes für Raumordnung nahm Schepers allein in der ersten Jahreshälfte von 1941 an mehreren  Besprechungen mit anderen führenden Besatzungsfunktionären über das Vorgehen im Generalgouvernement teil. Auch über die Ausbeutung des Warschauer Ghettos wurde verhandelt. Nachweisbar sind Schepers’ Teilnahme an einer Besprechung über die „Umsiedlung“ von etwa einer Million „Polen und Juden in das Generalgouvernement“ im Reichssicherheitshauptamt Berlin (8. Januar 1941), an der Erörterung innerhalb einer Regierungssitzung der Besatzungsregierung darüber, „wie Hunderttausend Polen und Juden zusätzlich im Generalgouvernement untergebracht werden sollten“  (15. Januar 1941) und an der Besprechung über die „Isolierung und ökonomische Ausbeutung der Insassen des Warschauer Ghettos“ (3. April 1941).
Der britische Historiker David Blackbourn beschreibt in seinem einschlägigen Kapitel „Rasse, Bodengewinnung und Völkermord“, wie Hans Frank Schepers kurzfristig beauftragte (18. Juli 1941), eine Erweiterung des Generalgouvernements im Osten vorzubereiten. Zu diesem anzugliedernden Gebiet sollten auch die für Vertreibungen vorgesehenen Pripjet-Sümpfe zählen. Das Papier von Schepers, indem er zudem plagiierte, ging an den Chef der Reichskanzlei, Hans-Heinrich Lammers. Nach Blackbourn entstand daraus der u.g. Aufsatz in der Zeitschrift für Geopolitik (1942).
In Hans Franks Auftrag war Schepers ab August 1941 in Ostgalizien (Lemberg) tätig.
Dabei ist zu berücksichtigen, dass weiterhin Verbindungen zur organisierten Raumforschung (und damit mittelbar zu deutschen Universitäten) bestanden. So nahm Schepers im Dezember 1942 an der Landesplanertagung der Reichsarbeitsgemeinschaft für Raumforschung (RAG) teil.:89 Zuvor hatte sich Schepers mit einem Beitrag an dem Doppelheft 6/7 der Zeitschrift Raumforschung und Raumordnung der RAG beteiligt; in der RfR wähnte man sich zu dieser Zeit noch auf dem Weg zu einer „zentralen Europabehörde“ in Sachen „Raumordnung“.

## Nach 1945
Nach 1945 löste sich Schepers aus der Szene der Raumplaner und Raumordner und avancierte schließlich von 1963 bis 1978 zum Hauptgeschäftsführer des Bundesverbandes Deutscher Pflanzenzüchter.

## Schriften (Auswahl)
- Japan und Panasien. In: Zeitschrift für Geopolitik 11, 1934, S. 553–560.
- Japans Seefischerei. Eine wirtschaftsgeographische Zusammenfassung. Breslau, Hirt 1935 (hrsg. vom Japan-Institut in Berlin).
- Geopolitische Grundlagen der Raumordnung im Dritten Reich. In: Zeitschrift für Geopolitik 13 (1936), S. 17–32.
- Geopolitische Geschichtsschreibung. (=Stoffe und Gestalten der deutschen Geschichte. 2,1), Teubner, Leipzig 1937.
- Geopolitik und Raumordnung. In: Zeitschrift für Geopolitik 16.8/9 (1939), S. 547–550.
- Prijet-Polesien, Land und Leute. In: Zeitschrift für Geopolitik 19 8, (1942), S. 278–287.
- Raumordnung. In: Max Freiherr du Prel (Hrsg.): Das Generalgouvernement, Würzburg 1942, S. 203–214.
- Raumordnung im Generalgouvernement. In: Raumforschung und Raumordnung 6, 1942, Heft 6/7, S. 202–216.